# Miskolczy János
Eörsi és jasziczay Miskolczy János (Nagyszombat, 1811. május 4. – Nyitra, 1871. április 7.) nyitrai apát-kanonok, császári és királyi tanácsos.

## Életútja
A hittudományokat a bécsi Pázmáneumban 1833-ban befejezvén, egyházi pályáját mint káptalani karkáplán Nyitrán kezdette, mely állásában 1834. május 8-án történt pappá szenteltetése után is még két évig maradt. 1836-ban a nyitrai papnevelőben tanulmányi felügyelőnek, 1837-ben a természettan és mennyiségtan tanárának neveztetett ki. 1849. decemberben tanári állásáról lemondott és a Nyitra-megye főnökénél titkári hivatalt vállalt, 1853-ban pedig hasonló minőségben a pozsonyi császári és királyi helytartósághoz hivatott meg. 1856-ban nyitrai kanonokká, királyi tanácsossá és 1857-ben egyházmegyei tanfelügyelővé neveztetett ki; 1862-ben schávniki apáttá, 1863-ban zsolnai, 1864-ben trencséni, 1865-ben székesegyházi főesperessé. A koronával díszített aranyérdemkereszt tulajdonosa is volt. Élete utolsó éveiben súlyos betegség következtében szeme világát elvesztette.
A Vurum József püspök által alapított nyitrai leány intézet megnyitása alkalmával német beszédet mondott, mely nyomtatásban is megjelent.